# Колом Кабальерос, Альваро
А́льваро Коло́м Кабалье́рос (исп. Álvaro Colom Caballeros; 15 июня 1951[…], Гватемала — 23 января 2023, Гватемала) — гватемальский государственный и политический деятель, президент Гватемалы с 14 января 2008 по 14 января 2012 года. Лидер социал-демократической партии Национальный союз надежды.

## Биография
Был четвёртым из пяти детей в семье. Его дядя Мануэль Колом Аргета был мэром столицы (с 1970 по 1974) и оппозиционным политиком, убитым военными в 1979 году. Альваро получил образование в католических школах, а затем в 1974 году — диплом инженера в Университете Сан-Карлос, где сам преподавал между 1975 и 1977 годами. Начал свою карьеру в качестве бизнесмена, в основном в лёгкой промышленности. После разрушительного землетрясения 1976 года помог открыть сотни мелких бизнесов в пострадавшей сельской местности, что принесло ему поддержку населения. После его избрания на пост президента выяснилось, что Колом был активным партизаном в течение гражданской войны в Гватемале. Эта новость была негативно воспринята общественностью страны и мира.
Во время президентских выборов 2003 года вышел во второй тур, но проиграл Оскару Бергеру. 9 сентября 2007 во втором туре президентских выборов победил правого кандидата Отто Переса Молину с минимальным отрывом и при немногочисленном участии населения в выборах и стал новым президентом. Правительство Колома, по мнению критиков, не ведёт борьбу с нищетой и преступностью, находящимися на чрезвычайно высоком уровне в Гватемале. Отто Перес Молина, в качестве лидера оппозиции, ратует за более жёсткие меры в борьбе с преступностью и часто критикует президента за отказ от использования смертной казни, которая в Гватемале ещё не отменена. Молина объясняет этот отказ давлением на президента со стороны стран Европейского союза.
Во многих публикациях в местной прессе Колома и его правительство называют самым бездарным за всю историю Гватемалы, и в то же время Колом является самым высокооплачиваемым президентом в Латинской Америке с зарплатой в $18,500 ежемесячно, что в самой Гватемале вызывает шквал критики, иронии и негодования.
В мае 2009 разразился скандал в связи с обнародованием видеозаписи, в которой 47-летний адвокат по имени Родриго Розенберг предсказал, что вскоре будет убит и его убийство произойдёт якобы по поручению или с согласия Альваро Колома и его супруги Сандры Торрес. Розенберг, вскоре после этой записи, действительно был убит, хотя обстоятельства убийства в течение некоторого времени оставались невыясненными. Тем не менее, представители оппозиционных партий и лидер оппозиции Отто Перес Молина немедленно потребовали самоотставки президента для того, чтобы расследование убийства могло быть проведено как можно более объективно. Президент Колом отказался уйти в отставку и отверг обвинения в своей причастности к убийству. В январе 2010 года были обнародованы результаты расследований смерти Розенберга, которые проводились прокуратурой и специальной международной комиссией под эгидой ООН. Согласно этим расследованиям, Родриго Розенберг сам организовал своё убийство вследствие персональных и семейных проблем.
8 апреля 2011 года официально развёлся с Сандрой Торрес с целью её участия в президентских выборах в сентябре 2011 года, так как по Конституции Гватемалы родственники и члены семьи действующего президента страны не могут выставлять свою кандидатуру. Этот развод считался многими политиками и адвокатами страны мошенничеством и нарушением нескольких законов. 20 октября 2011 года принёс извинения семье свергнутого президента Арбенса, хотя ему на тот момент было всего 3 года.
Умер 23 января 2023 года от рака пищевода.

## Семья
Жена — Сандра, кандидат в президенты на выборах 2023 года.